# 石井久
石井 久（いしい ひさし、1923年5月13日 - 2016年4月22日）は、日本の実業家。立花証券の父として知られ、最後の相場師などの異名をとった。

## 略歴
13人兄弟のうちの7番目の五男として福岡県筑紫郡大野村（現大野城市）牛頸（うしくび）の小農家藤井家に生まれる。地元の尋常高等小学校を卒業ののち、昭和13年（1938年）4月に渡辺鉄工所（九州飛行機）に入所。8年後の昭和21年（1946年）8月に弁護士を志して上京するが、警視庁警察練習所に入所、のち昭和22年（1947年）3月をもって24歳で巡査となる。同年11月に5歳年下の石井愛子と結婚、石井姓へ。
警視庁を退官ののち昭和23年（1948年）6月に東京自由証券株式会社に入社、株式新聞の記者などを経て、昭和28年（1953年）3月29歳のときに石井株式研究所を創立する。同年9月に江戸橋証券株式会社を創立、昭和32年（1957年）6月には立花証券株式会社を買収し江戸橋証券とこれを合併、4年後の昭和36年（1961年）10月には同社の取締役社長に就任。昭和48年（1973年）50歳の時に副社長であった中田忠雄を後任指名し会長就任、9年後の昭和57年（1982年）に社長へと復帰。
昭和63年（1988年）12月、65歳の時に再び福園一成に社長として指名し同社取締役会長に就任する。その後平成12年（2000年）の6月に長男である石井登の取締役社長就任にともない同社取締役相談役に就任。平成23年（2011年）6月28日付けで取締役を退任した。平成28年（2016年）4月22日に肺炎で死去。

## 人物
高橋亀吉を最高の師と仰ぐ。清水一行の作品のひとつたる経済小説『大物』のモデルともなった。
「独眼流」のペンネームで予言を次々に的中させるが、その中でもスターリン暴落を予言したといわれる「桐一葉　落ちて天下の秋を知る」は証券業界では語り草になっている。表舞台から姿を消した後も近しい人間にバブル崩壊を予言（手持ちの金融資産、不動産を処分し現金に換えておくよう忠告したとされている）し的中させていた。
平成元年（1989年）には高額納税者番付で第2位となった。また同年に私財を投じて設立した財団法人『石井記念証券研究振興財団』は、現在も株式市場や証券市場の研究に対する助成金の給付、また同分野の学生や研究者に対する奨励金の支給などを行っている。
そのほか、大野城市の平野神社（彼の故郷牛頸地区に所在）の現在の社殿は1990年代初頭に総改築されたものであるが、平成の大改築と呼ばれるこの改築は彼の賛助により行われたものであり、その境内左手に設けられた碑は彼の祖霊を祀っている。
現在立花証券の代表取締役会長である石井登は長男、常勤監査役の渡辺常正は長女の配偶者。